# Леовигилд
Леовигилд (Leovigild; † април/май 586 в Толедо) e от 569 до 586 г. крал на вестготите в Испания, от 571/572 г. също и на Септимания (в югозапада на Франция).
Неговият брат Лиува I го прави 568 г. съ-регент и му дава властта на Иберийския полуостров, а за себе си оставя само Септимания.
След смъртта на Лиува той властва над цялото вестготско царство.
След като първата му съпруга, майка на двата му сина, умира, той се жени за Госвинта (Goswintha, Goiswintha), вдовицата на Атанагилд.
През 573 г. той издига за крале синовете си от първия му брак Херменегилд и Рекаред I.
Побеждава и подчинява свебите и се налага пред Византия.
През 580 г. прави Толедо за постоянна столица.